# Blasket Islands SPA
Blasket Islands SPA este o arie protejată (arie de protecție specială avifaunistică — SPA) din Irlanda întinsă pe o suprafață de 3.620,37 ha, integral pe uscat.

## Localizare
Centrul sitului Blasket Islands SPA este situat la coordonatele 52°05′16″N 10°34′22″W / 52.087861°N 10.572908°V.

## Înființare
Situl Blasket Islands SPA a fost declarat arie de protecție specială avifaunistică în februarie 1986 pentru a proteja 13 specii de animale.

## Biodiversitate
Situată în ecoregiunea atlantică, aria protejată nu include niciun habitat protejat.
La baza desemnării sitului se află mai multe specii protejate de  păsări (13): alca (Alca torda), șoim călător (Falco peregrinus), papagal de mare (Fratercula arctica), Fulmarus glacialis, Hydrobates pelagicus, pescăruș sur (Larus canus), pescăruș negricios (Larus fuscus), Oceanodroma leucorhoa, Puffinus puffinus, Pyrrhocorax pyrrhocorax, Rissa tridactyla, Sterna paradisaea, Uria aalge.
Pe lângă speciile protejate, pe teritoriul sitului au mai fost identificate 4 specii de păsări, 6 specii de nevertebrate.